# 대한민국 국토건설본부

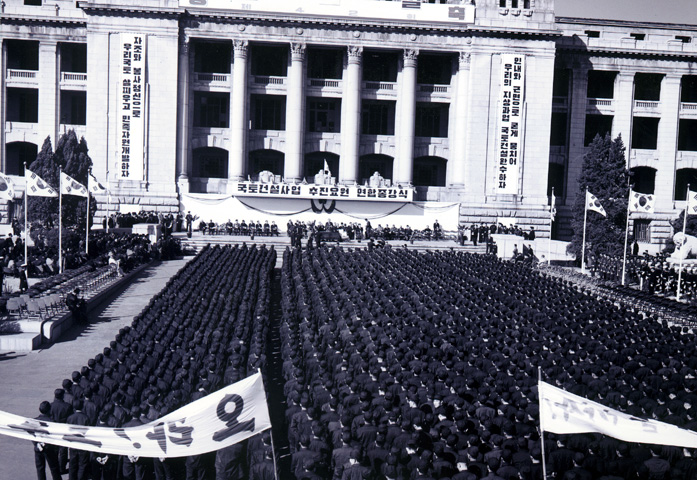
1961년 2월 27일 중앙청에서 개최한 국토건설단 제1기생 수료식

대한민국 국토건설본부(國土建設本部, National Construction Center of Korea) 또는 국토건설단(國土建設團)은 대한민국 국무총리 장면이 미취업 대학생과 인력을 구제할 목적으로 1960년 11월 28일 설치하였다. 국무총리 직속에 국토건설본부를 설치하고, 청년 교육과 국토 건설 사업, 국토건설 사업의 총괄과 조정에 관한 사무, 경제개발 5개년 계획을 입안 등을 추진하였다.
1960년 국무총리 장면은 실직자와 고졸, 대졸 등 고학력 미취직자 구제를 위해 기술 훈련 교육기관을 설치하였다. 창설 초기에는 고등학교, 대학 졸업 미취직자 및 실직자들을 대상으로 입소 또는 등하교 형태로 3개월간 정신교육과 이론과정 수료 후, 각 지역의 현장으로 투입되었다. 그러나 1961년 11월 국가재건최고회의에서 개정된 법률에 따라 12월부터는 군 미필자와 현역 복무 부적합자 등으로 충원되었다.
5·16 군사 정변 이후 당초의 국토개발과 일자리 확충이라는 설립 취지가 변질되어 불량배들과 군 미필자의 강제 징집 목적으로 활용되었으며, 1962년 2월 10일 국토건설단으로 명칭을 바꾸어 운영되었다. 국토건설본부 혹은 국토건설단, 국토건설대로도 부른다.

## 설립 배경

### 청년실업
장면은 한국 전쟁 이후 고학력자들의 청년실업 문제를 해결할 방안을 연구, 마련했고, 1960년 8월에는 국토건설사업을 직접 기획, 발의하였다. 일제강점기와 6.25 전쟁, 전쟁 종료 이후의 황폐화된 산업 시설과 도로, 철도, 파괴된 농림과 조경 등을 복구하면서 동시에 청년 일자리를 해결할 수 있다는 생각을 하게 되었다. 이에 따라 장면은 1960년 8월 18일 국토건설 사업 계획을 발표, 고졸 혹은 대졸 이상의 당시 고학력자들을 대상으로 건축, 토목 등의 기술을 2주~4주간 교육한 뒤 국토건설요원으로 각지에 배치하여 국토개발 사업과 건축, 토목, 조경, 도로 공사 등의 임무를 전담하게 했다.

### 장면 전 총리의 도움요청
1960년 8월 장면은 장준하와 그의 국제연구소 멤버들에게 국토건설사업을 도와줄 것을 요청했고, 장준하는 장면의 요청을 받아들였다. 본부장은 장면총리가 겸임했고 장준하는 수석부장으로서 본부장 대리 구실을하는 기획부장을 맡았다. 그밖에 질서와 규율을 담당하는 관리국장으로는 국방부 차관보 신응균을 임명했다. 이후 주요한, 정헌주, 함석헌 등을 강사진으로 초빙하여 기술 이론, 실습 교육 외에 정신교육도 병용하여 실시했다. 사실상의 국토건설단의 책임자는 장준하, 주요한, 신응균이었지만 장면은 이들에게 수시로 운영 결과와 강의 훈련 내용에 대한 보고와 결재를 직접 받았다.

## 설치 근거 및 소관 업무
- 1960년 11월 28일 '국토건설본부설치규정'(국무원령 제147호)
- 1960년 12월 28일 '국토건설본부규정' 제정
- 1961년 12월 18일 '국토건설단 설치법'(국가재건최고회의 법률 제779호)

## 설립
1960년 11월 28일 대규모 공공사업인 국토건설사업 계획을 발표, 댐, 발전소, 도로건설 등을 목표로 하는 연 예산 400억 환 규모의 계획을 발표했다. 장면은 바로 국토건설본부를 창단하여 초대 본부장에 취임하여 국토개발사업을 추진하였고, 대졸 미취업자를 국토건설본부 요원으로 채용하여 전국 시군에 파견하여 건설사업을 추진하였다.
1960년 12월 28일에는 국무원법으로 국토건설본부 규정을 제정하고 국토건설본부를 대한민국 국무원의 직할 교육기관으로 편성하였다.

### 주한미국대사에 1억 5천만 달러 지원 약속
1961년 1월 27일 국토건설단 관계관 회의를 주관하였고 이후 2월 27일에는 국토건설단 종강식에 대통령 윤보선과 함께 참석하였다. 4월 18일 장면은 매카나기의 후임으로 주한미국대사에 부임해온 마셜 그린을 면담했다. 면담에서 마셜은 한국의 국토건설사업에 1억 5천만 달러를 추가지원해주기로 약속하였다.
건설본부의 교육요원들은 본부가 수립되기 전인 61년 1월부터 2월까지 교육을 받고 수료한 뒤 현장에 투입되었다. 이들의 수료기간은 3개월로 1960년 11월 1기생이 입소 1961년 2월 27일 1기생 수료와 함께 1차로 투입되었다.

### 설립 취지
고등학교 졸업, 대학교 졸업 미취직 인력의 실직구제 및 활용을 위해 설립하였다. 주요업무로는 산지, 농촌 등의 도로 포장과 가옥 개량 등 국토건설사업의 기획과 집행에 관하여 국무총리를 보좌하며 그 사업의 전반적인 통괄과 조정에 관한 사무를 관장한다. 창설 초기 단장은 국무총리인 장면이 겸하였고, 기획부장에는 장준하, 관리부장 신응균 등이 임명되었고, 사회홍보부장 겸 조사연구부장으로는 서울대학교 토목과 이만갑 교수, 기술지원부장에는 토목공학자 최형열이 영입되고, 본부 간사에는 유익형, 박경수, 강사진으로는 장면, 정헌주, 장준하, 주요한, 함석헌 등이 활동하였다.
입소 또는 기숙, 등하교 등의 다양한 형태였으며, 입교생들은 수료후 국토건설요원이라는 칭호와 함께 준공무원의 대우, 급여를 받았다.

## 연혁
- 1960년 11월 28일 국토건설사업 발표, 중앙청 홀에서 국토건설본부 발대식(본부장 장면, 각 부장은 외부인사로 영입 충원)
- 1960년 12월 28일 정부 국무원령 제147호로 '국토건설본부설치규정'공포.
- 1960년 12월 28일 '국토건설본부규정'에 의해 국무원 소속으로 설치
- 1961년 1월 27일 국토건설단 관계관 회의(국무총리 장면 주관)
- 1961년 2월 10일 설치령을 국무원령 제149호로 개정, 협조기관을 지방과 중앙에 설치
- 1961년 2월 27일 10시 중앙청 홀에서 국토건설사업 추진요원 연합 종강식(1차 채용요원 사무직과 기술직을 포함한 2061명)
- 주요한, 정헌주, 함석헌 등을 강사진으로 초빙하여 기술교육 외에 정신교육도 병행하여 실시했다.
- 1961년 4월 10일 국토건설사업특별회계법 제정

- 1961년 5월 18일 군사혁명위원회 포고령 제12호[6]로 설치규정 변경
- 1961년 5월 20일 군사혁명위원회에서 국토건설사업계획 계속 추진 발표
- 1961년 5월 28일 2기생 수료
- 1961년 8월 28일 3기생 수료
- 1961년 11월 30일 국가재건최고회의에서 '국토건설단 설치법 공포의 건' 상신
- 1961년 12월 18일 4기생 수료
- 1961년 12월 18일 국토건설단 설치법 제정. 국토건설본부 폐지, 국토건설단으로 명칭 변경

## 조직
| - 기획부 (1960.11.28 - 1961.12.18) - 관리부 (1960.11.28 - 1961.12.18) - 기술지원부 (1960.11.28 - 1961.12.18) - 사회홍보부 (1960.11.28 - 1961.12.18) - 훈련부 (1960.11.28 - 1961.12.18) - 지방지부 (1960.11.28 - 1961.12.18) - 각 도 지부 (1960.11.28 - 1961.12.18) - 각 시,군,구 지부 (1960.11.28 - 1961.12.18) | - 본부 (1961.12.18 - 1962.2.9) - 지단 (1961.12.18 - 1962.2.9) - 제1지단 (1961.12.18 - 1962.2.9) - 제2지단 (1961.12.18 - 1962.2.9) - 제3지단 (1961.12.18 - 1962.2.9) - 제4지단 (1961.12.18 - 1962.2.9) - 분단 (1961.12.18 - 1962.2.9), 각 지단 예하 - 건설대 (1961.12.18 - 1962.2.9) - 근무대 (1961.12.18 - 1962.2.9) |

## 대상과 내용

### 건설 관리직인 구성원
초기의 국토건설요원은 고등학교 졸업, 대학교 졸업 미취직 인력의 실직구제 및 활용을 위해 설립하였다. 이때의 국토건설본부는 기간요원과 건설요원(수료생), 관리요원(지역 지부)으로 구성되었다. 그러나 1961년 12월의 '국토건설단 설치법' 개정으로 28세 이상의 병역미필자, 국방부장관이 현역병으로 부적당하다고 인정한 자, 징병적령자로서 징집이 면제된 자, 근로동원에 관한 법령에 의해 동원되는 자 등으로 충원되었다.

### 건설 관리자로서 소양 교육의 이수
창설 초기에는 연령의 제한을 두지 않았으나 사실상 40세 미만의 젊은 남녀가 입교하였고, 이들은 제도, 작도방법, 측량, 건축 또는 토목 시공 실무에 대한 기술과 체력 단련, 그리고 정신교육, 국가관, 이론 교육 등을 수업받았다. 건설 실무 교육은 이만갑, 최형열, 주요한 등이 맡았고, 서울대학교의 교수들이 출강하기도 했다. 체력 단련, 정신 교육, 이론 교육은 주요한, 함석헌, 정헌주, 장준하 등이 맡았으며 국무총리 장면이 종종 강의를 하기도 했다.

## 운영 과정

### 국토건설본부 구성원은 국가공무원의 신분을 준용
본부장(단장)과 각 실,부,국장이 존재했고 각 지역에는 국토건설지방국과 국토건설단 지단이 있어 지방국장과 지단장이 존재하였다. 출범 초기의 기간요원은 국가공무원의 신분이었으나, 1961년 12월 이후의 기간요원은 병역대체복무요원이었다.

### 군쿠데타 이후로 국토건설단으로 구조조정
장면에 의해 창립될 당시에는 국토건설본부였으나 1961년 12월 박정희 등이 병역미필자를 대상으로 한 '국토의 유기적·효과적 개발을 도모함과 동시에 만 28세 이상의 병역미필자에 대한 사회적 구제를 도모하기 위해 국토건설단 설치법'(법률 779호)으로 개정 하면서 국토건설단으로 바뀌게 되었다. 1961년 11월 30일 국가재건최고회의에서 '국토건설단 설치법 공포의 건'을 작성 1961년 12월 1일 정부로 상신되어, 12월 1일의 제100회 정부 내각회의에서 공포키로 의결, 법률 제807호에 의해 1961년 12월 2일 '국토건설단 설치법'으로 발표되었다.

## 역대 단장, 부단장

### 본부장
- 장면(張勉) 1960년 11월 28일 ~ 1961년 5월 20일
- 장준하(張俊河) 1961년 5월 20일 ~ 1961년 12월 18일
- 조성근(趙性瑾) 1961년 12월 18일 ~ 1962년 2월 9일, 국토건설청장

### 기획부장
- 장준하(張俊河) 1960년 11월 28일 ~ 1961년 5월 20일

## 개정 이후
1961년 5월 29일부터는 국무원령이 폐지되고 국가재건최고회의의 규정대로 운영되었다. 창립 초기에는 미취업 대학생 등의 구제가 목적이었으나 1961년 12월 병역의무 미이행자들을 대상으로 하는 것으로 변경되었다. 1961년 12월 이후의 건설단은 지단(支團)·분단(分團) 등으로 편성되었으며, 제1지단은 경상남도 남강댐 건설에 앞선 총연장 16km의 도로공사, 제2지단은 강원도 양구·화천 간 11km의 도로공사, 제3지단은 강원도 정선선 철도공사, 제4지단은 경상북도 영주 경북선 선로공사에, 또 제1분단은 전라북도 섬진강댐 건설에 앞선 도로공사, 제2분단은 경상남도 울산공업도시 간선도로공사 등에 각각 투입되었다. 개편 이후, 기존 수료생들은 기간요원에 편입되거나 해임 또는 사직서를 제출하였다.

## 기타
한때 건설부의 후신으로 운영된 행정기관인 국토건설청과는 별개의 기관이었다. 한편 국토건설단 또는 국토건설대는 국토건설본부의 별칭이었다.

## 드라마
- 야망의 전설 - 1998년 KBS 드라마
- 태양을 삼켜라 - 2009년 SBS 드라마

## 같이 보기
- 대한민국 국토건설단
- 제2공화국
- 장면
- 현석호
- 장준하
- 이만갑
- 정헌주
- 주요한
- 박정희